# Rafa Silva
Rafael 'Rafa' Alexandre Fernandes Ferreira Silva, född 17 maj 1993, är en portugisisk fotbollsspelare (mittfältare) som spelar för turkiska Beşiktaş.
Han var med i Portugals trupp vid fotbolls-VM 2014. Han vann EM-guld för Portugal i EM 2016.

## Karriär
Den 25 juni 2024 värvades Silva av turkiska Beşiktaş.